# 曼齐亚纳
曼齐亚纳（義大利語：Manziana），是意大利拉齐奥大区罗马首都广域市的一个市镇。总面积23.79平方公里，人口6775人，人口密度284.8人/平方公里（2009年）。ISTAT代码为058054。